# Strażnica WOP Babie Doły
Strażnica WOP Nowy Dwór/Tujce/Mechelinki/Babie Doły/Mosty – podstawowy pododdział graniczny Wojsk Ochrony Pogranicza pełniący służbę ochronną na granicy morskiej.

## Formowanie i zmiany organizacyjne
Strażnica została sformowana w 1945  w strukturze 21 komendy odcinka Elbląg jako 102 strażnica WOP (Tiegenhagen) (Tigenhof/Nowy Dwór Gdański) o stanie 56 żołnierzy. Kierownictwo strażnicy stanowili: komendant strażnicy, zastępca komendanta do spraw polityczno-wychowawczych i zastępca do spraw zwiadu. Strażnica składała się z dwóch drużyn strzeleckich, drużyny fizylierów, drużyny łączności i gospodarczej. Etat przewidywał także instruktora do tresury psów służbowych oraz instruktora sanitarnego. Sformowane strażnice morskiego oddziału OP nie przystąpiły bezpośrednio do objęcia ochrony granicy morskiej. Odcinek dawnej granicy polsko-niemieckiej sprzed 1939  od Piaśnicy, aż do lewego styku z 4 Oddziałem OP ochraniany był przez radziecką straż graniczną wydzieloną ze składu wojsk marszałka Rokossowskiego. Pozostały odcinek granicy od rzeki Piaśnica, aż po granicę z ZSRR zabezpieczała Morska Milicja Obywatelska.
W kwietniu 1947  przeniesiono strażnicę nr 102 Nowy Dwór z 21 komendy odcinka WOP do 20 komendy odcinka WOP do m. Mechelinki jako strażnicę IV kategorii.
Pod koniec 1949  przeniesiono strażnicę nr 102 z Mechelinki do Babich Dołów.
Od 15 marca 1954 wprowadzono nową numerację strażnic. 102 strażnica WOP Babie Doły III kategorii otrzymała numer 94. 
Jesienią 1956  rozpoczęto numerować strażnice w systemie brygadowym. Podległa bezpośrednio brygadzie strażnica Babie Doły otrzymała numer 4. 
Latem 1957, po przekazaniu 161 batalionu WOP 15 Brygadzie WOP, zmieniono po raz kolejny numerację strażnic w systemie brygadowym. Strażnica Babie Doły stała się numerem 10
Z dniem 19 października 1959 zlikwidowano strażnicę nr 4 Mosty. W jej miejsce utworzono strażnicę ćwiczebną. Zadania operacyjne strażnicy przekazano 3 kompanii portowej Gdynia

## Ochrona granicy
Wiosną 1958  zlikwidowano strażnicę nr 3 Puck, a odcinek przekazano strażnicy Władysławowo i strażnicy Mosty.

## Strażnice sąsiednie
- 101 strażnica WOP Steegen ⇔ 103 strażnica WOP Elbląg – 1946.

## Komendanci/dowódcy strażnicy
- por. Michał Hendler (był 10.1946)[e]
- chor. Andrzej Bielawski (10.04.1952–3.09.1952)[f][17]
- chor. Edward X (od 1952).